# Archibald Stuart-Wortley (politik)
Archibald Henry Plantagenet Stuart-Wortley (26. dubna 1832 – 30. dubna 1890) byl politik britské konzervativní strany a amatérský fotograf.

## Životopis
Stuart-Wortley byl synem Charlese Stuarta-Wortley-Mackenzieho, druhý syn Jamese Stuarta-Wortley-Mackenzieho, 1. barona Wharncliffa. Jeho matka byla lady Emmeline, dcera Johna Mannerse, pátého vévody z Rutlandu. Victoria, lady Welbyová, byla jeho sestra.
Svojí piktorialistickou fotografickou tvorbou ovlivnil svojí současnici a výtvarnou fotografku Clementinu Hawardenovou.

## Politická kariéra
Stuart-Wortley působil jako člen parlamentu za stranu Honiton po boku Josepha Locka v letech 1857 až 1859.

## Osobní život
Dne 15. června 1879 se oženil s Lavinií Rebeccou Gibbinsovou († 1937). Stuart-Wortley zemřel v dubnu 1890 ve věku 58 let.

## Galerie

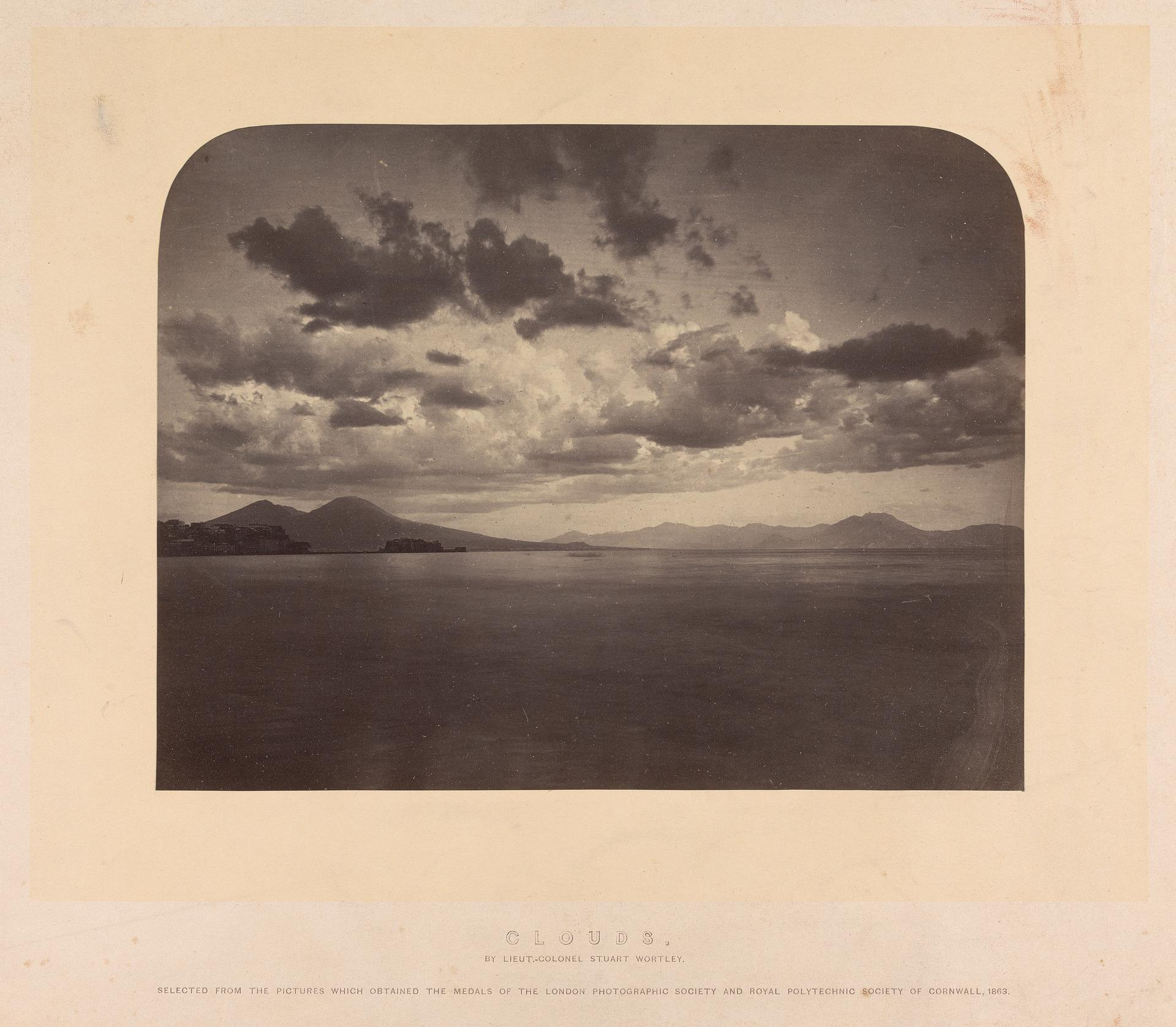
Mraky, albuminový tisk z mokrého kolodiového negativu na tenkém, hladkém, krémovém papíru, 1863
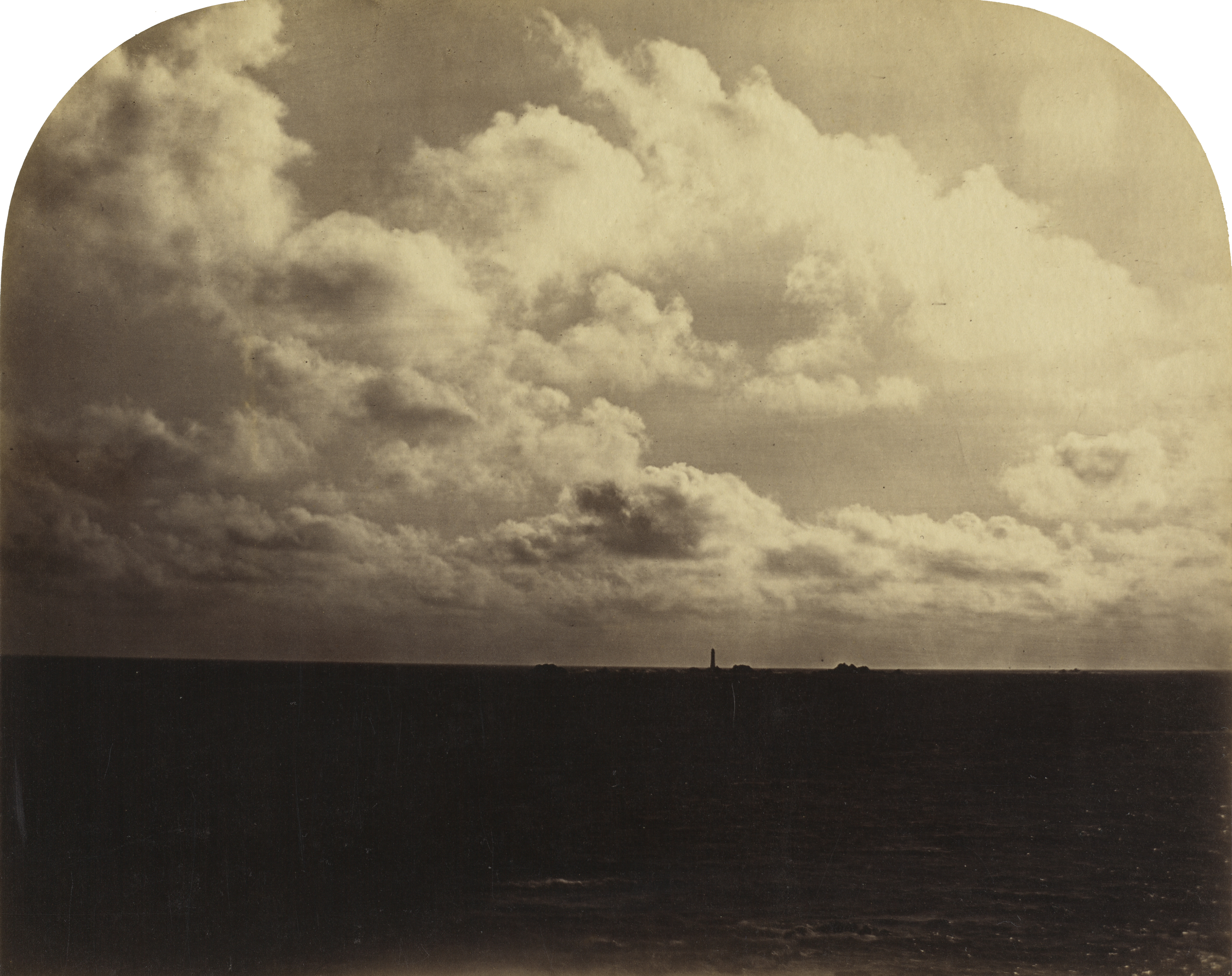
A Strong Breeze, Flying Clouds, albuminový tisk, 1863
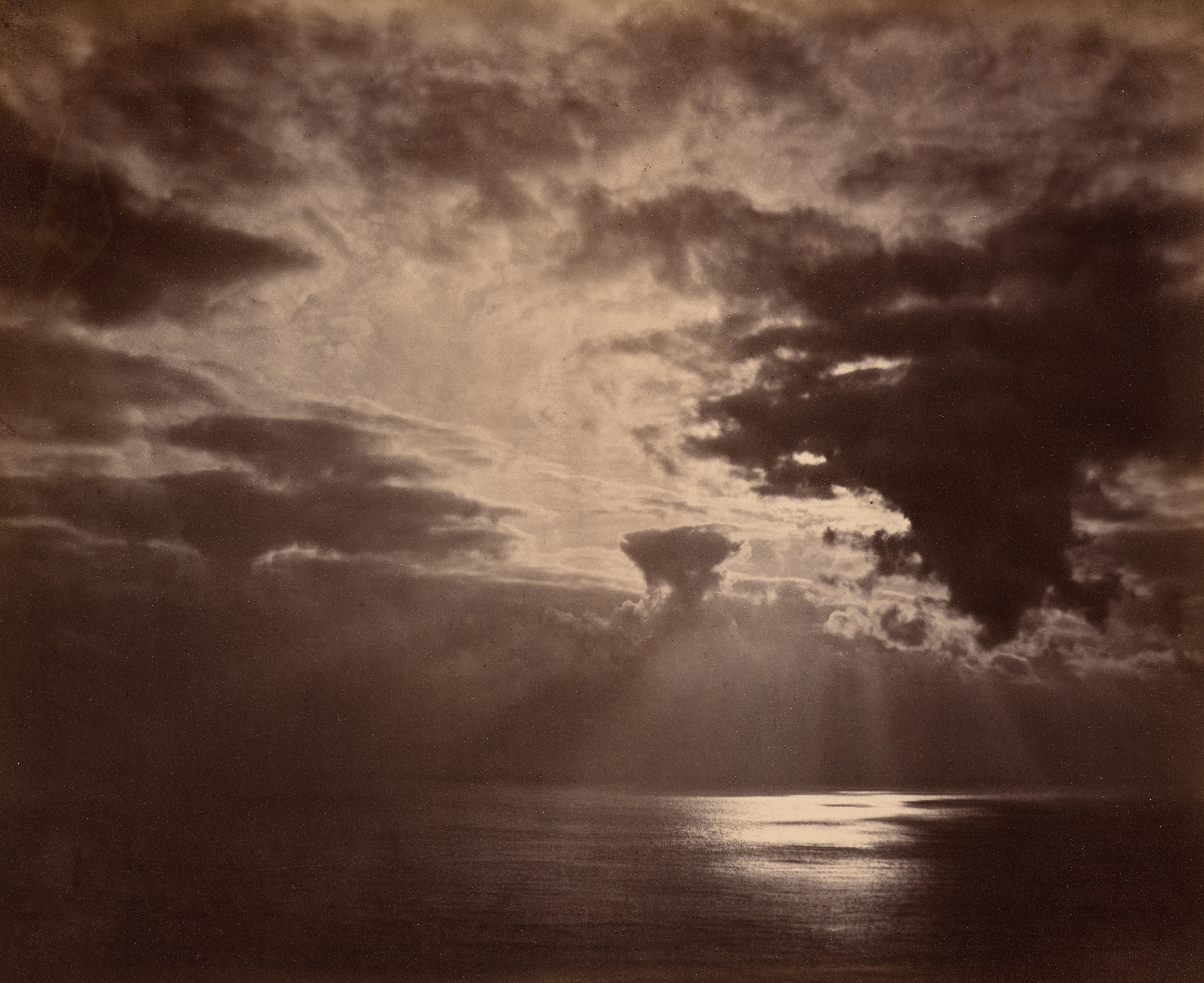
Východ nad mořem, albuminový tisk, 1860–1870